# Обличането на Венера
„Обличането на Венера“ е комедиен спектакъл на Телевизионния театър на Българската телевизия, създаден през 1978 година. Режисьор е Иля Велчев, който е автор и на телевизионната адаптация по едноименната пиеса на Добри Жотев. Оператор е Алеко Кузов, художник е Константин Джидров, автор на музиката е Найден Андреев.
„Обличането на Венера“ е излъчван многократно по желание на зрителите до 1989 година.
През 2013 година се установява, че „Обличането на Венера“ е изчезнала от Златния фонд на Телевизията.

## Сюжет
Детето Кичо моли майка си да му купи играчка-жаба в магазин. Майката отказва и непознат чичко купува играчката на детето Кичо. По пътя към къщи, тя се притеснява, че ако Кичо се похвали на баща си, че един непознат чичко му е купил играчката, ревнивия ѝ съпруг ще направи скандал. Дава на Кичо левче и го заклева да не казва на баща си, че един непознат чичко му е купил жабата. Вкъщи Кичо невинно нахилен, показва на баща си жабата: „Тати, ти да не си помислиш, ти само да не си помислиш, че един много добър непознат чичко ми е купил това жабче? Неее, мама ми го купи, мама!“ И започва низ от разпити на изпадналия в ярост съпруг към съпругата си: „Кажи кой купи жабата?“ Сцени в които той до припадък ѝ се кара, ревнува, следи и обижда, без да има каквато и да е причина за това.

## Крилати фрази от спектакъла
- „Кичо лайк мъни“
- „Кичо, кой купи жабата?“
- „Ще кажа на съседа Минчев, какво си говорите за тях!“
- „Тати, ти да не си помислиш, че един непознат чичко ми купи жабата? Нее, мама ми я купи, мама!“
- „Аз съм спортен тип“

## Актьорски състав
- Детето Кичо, Работника, Любовника, Хвърчилото – Юрий Ангелов
- Съпруга, Бащата на Съпруга, Професора от бъдещето – Иван Григоров
- Съпругата, Майката на Съпругата, Превъплъщенията на богинята Венера през вековете – Галина Котева
- Съдът – Кина Мутафова
- Девата – Северина Тенева
- Пенелопа – Людмила Захариева
- Психочудото – Георги Джубрилов